# 岩床

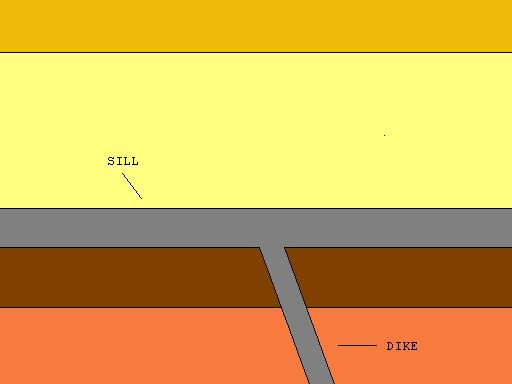
显示岩脉与岩床之间差异的图示

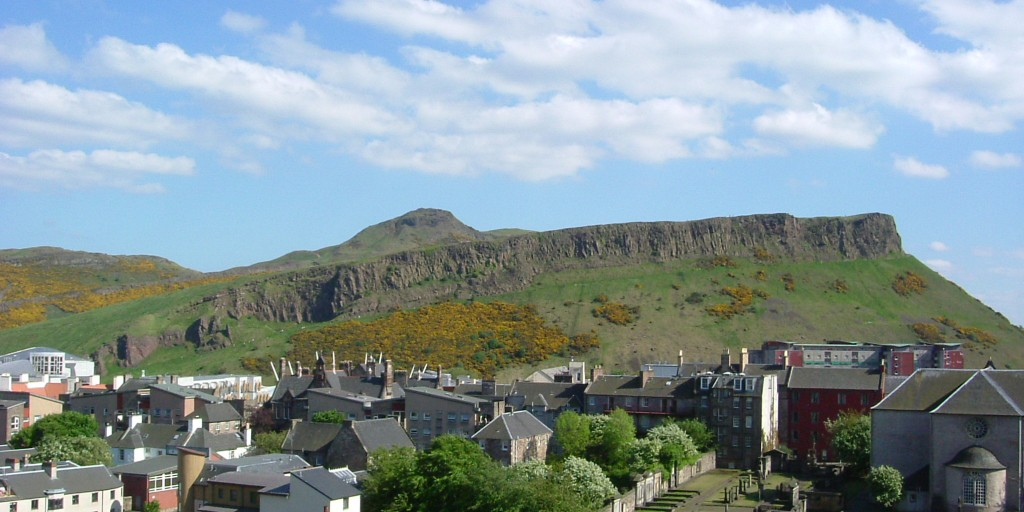
位于苏格兰爱丁堡的索尔兹伯里峭壁，第四纪冰川作用期间部分露出的岩床

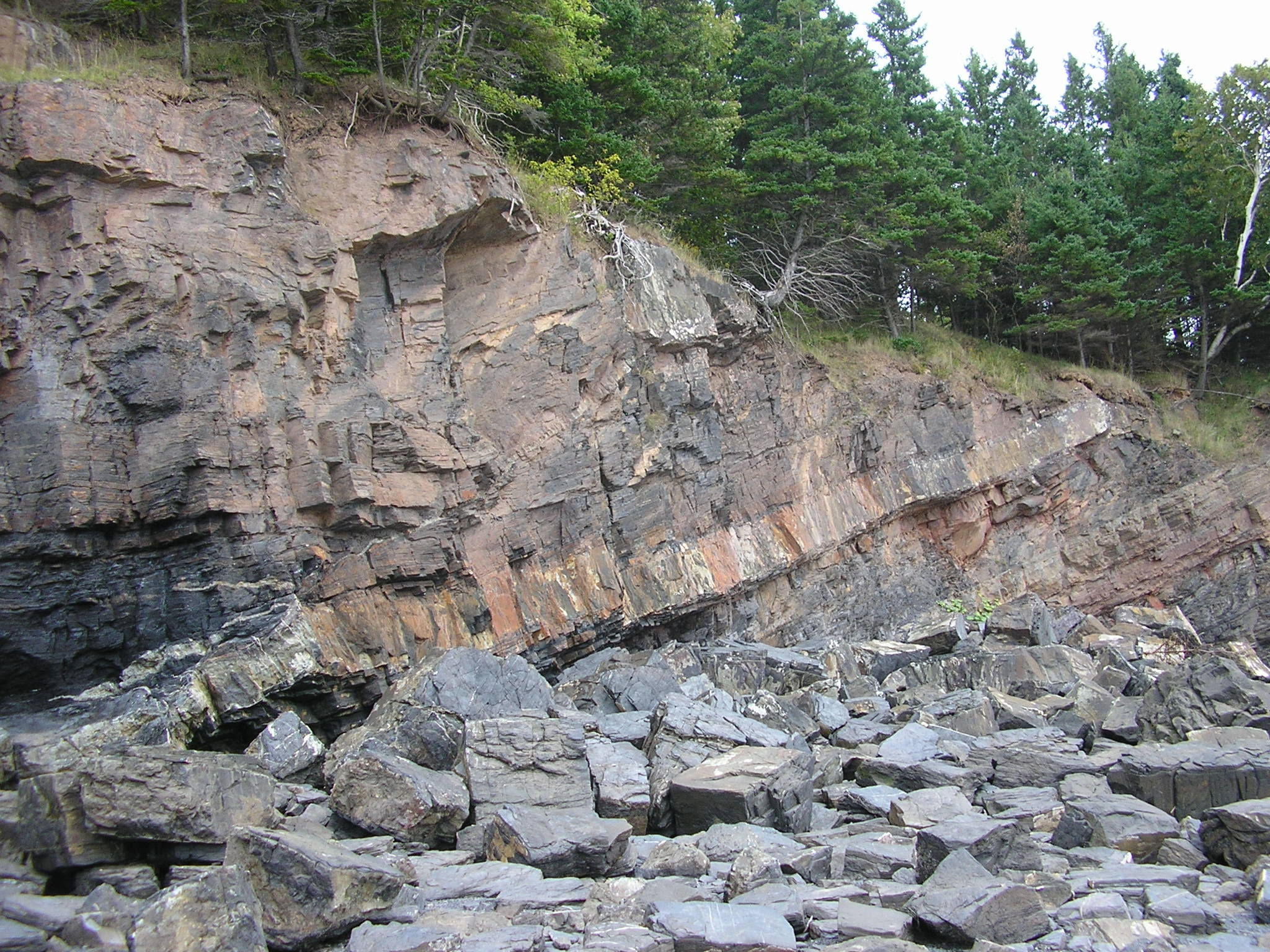
新斯科舍省米纳斯盆地南岸霍顿布拉夫中石炭统辉绿岩岩床上切下的下石炭统页岩和砂岩

在地质学中，岩床（sill）是一种侵入在更老沉积岩层、火山熔岩或凝灰岩层之间，或沿变质岩叶理方向侵入的板状侵入体。“岩床”是一种整合型侵入岩层，意味着岩床不会穿过原先已存在的岩层。在高岩浆通量情况下，岩床的堆积将构建成一座岩床复合体和大型岩浆房。相较之下，岩脉则是一种穿过了更古老岩石的非整合型侵入岩板。岩床由岩脉供给岩浆，除非在特殊位置，它们形成于直接与岩浆源相连的近垂直岩层中。岩石必须是脆性和断裂的，以便能形成岩浆侵入母岩体的平面，无论是沿沉积层或火山层之间原先存在的平面，还是变质岩中与叶理相关的脆弱平面，这些平面或弱化区域可使薄片状岩浆体的侵入平行于现存的层面、整合型断裂带或叶理。
岩床平行于周围原岩中的岩层和叶理，虽然构造作用可能导致水平岩床随后向近垂直方向旋转，但它们最初可能以水平方向分布。岩床可能会与凝固熔岩流相混淆，但它们之间也有数种不同之处。侵入的岩床将显示周围原岩的部分熔化和融合，在岩床所侵入原岩的两侧接触面，能观察到加热的迹象（接触变质作用），而熔岩流只显示在较低一侧的证据。此外，熔岩流通常会显示有气体逸出到大气中的孔状结构（气泡）。而岩床因形成于地表以下，即使通常在较浅的深度（最多数公里），上覆岩石的压力意味着岩床中几乎不会形成气泡。熔岩流的表面通常也会有风化迹象，而岩床如果仍被原岩覆盖，则通常不会。

## 伴生矿床
某些层状侵入体通常包含有各种重要矿物的岩床，前寒武纪的示例有南部非洲布什维尔德火成杂岩（Bushveld Igneous Complex）、因西兹瓦（Insizwa）等轴铋铂矿、“大岩墙”（Great Dyke）铬铁矿，美国苏必利尔地区的德卢斯侵入杂岩（Duluth Complex）和斯蒂尔沃特县火成杂岩；显生宙的岩床通常较小且复杂包括苏格兰拉姆岛的橄榄岩杂岩和格陵兰岛东部斯卡尔加德火成岩杂岩（Skaergaard igneous complex），这些侵入体通常含有一定丰度的金、铂、铬和其他稀有元素。

## 海侵岩床

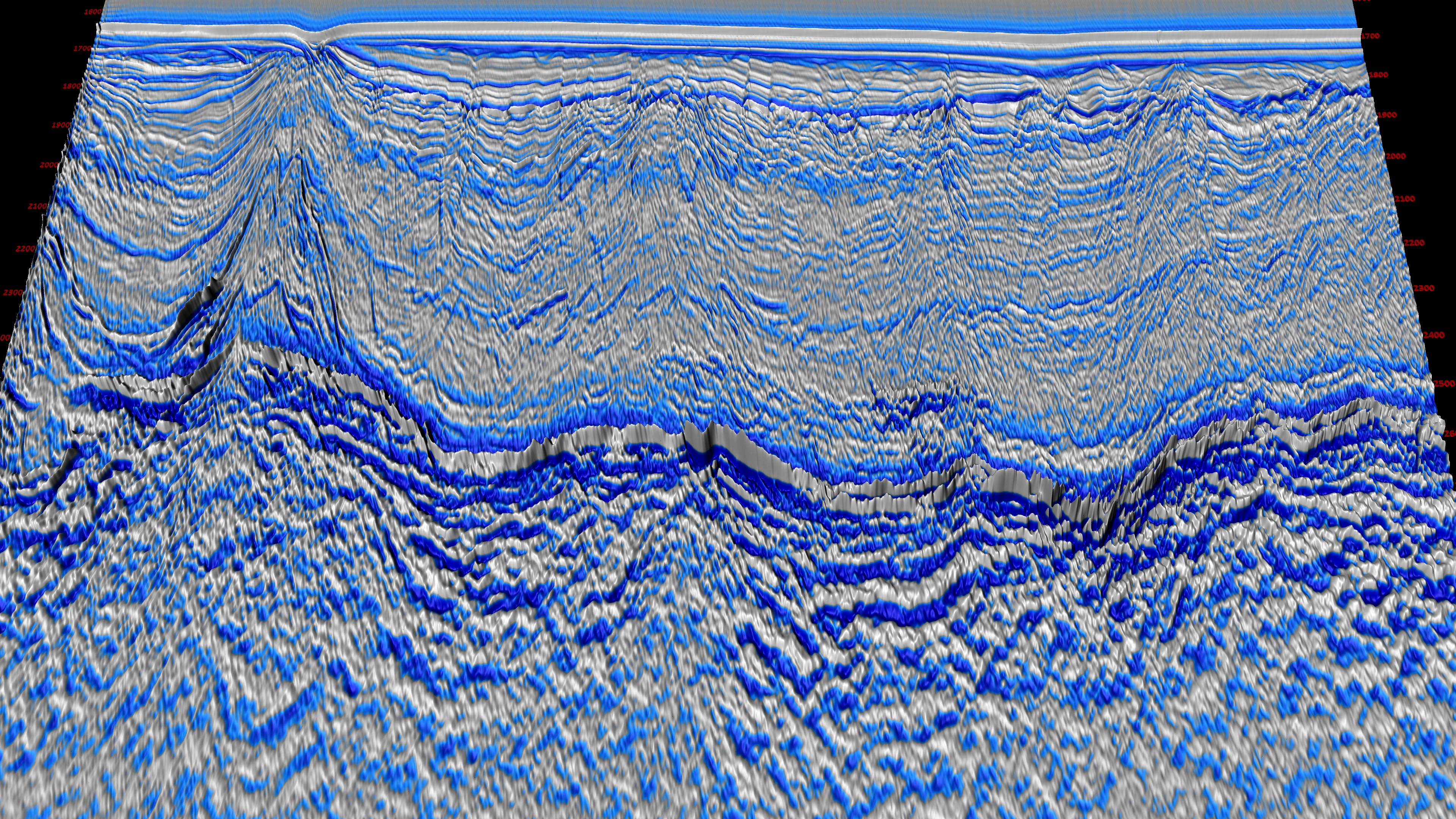
地震波显示的罗卡尔海沟玄武岩岩床

尽管本质上是整合的，但许多大型岩床侵入层序内的地层水平已发生改变，侵入体的每个整合部分都由相对较短的墙状岩段连接起来。此类岩床被称为“海侵”岩床，例如暗色岩床（Whin Sill）和卡鲁盆地（Karoo basin）内的岩床。随着3D地震反射数据的使用，沉积盆地中大型岩床复合体的几何结构变得越发清晰。这些数据表明，许多岩床整体呈碟形，其他许多岩床至少已部分海侵。

## 另请查看
- 水成岩床
- 岩磐
- 岩脉
- 岩盖
- 片状侵入
- 岩床群
- 岩株